# Tapirus merriami
Tapirus merriami je vyhynulý druh tapíra, který v období pleistocénu obýval Severní Ameriku. Poprvé byl tento druh popsán v roce 1921 americkým paleontologem Childsem Frickem.

## Chronologie
Podobně jako další lichokopytníci i tapíři pocházející ze Severní Ameriky zde žili po většinu kenozoika. Nejstarší fosilie severoamerických tapírů mohou být datovány do období před 50 miliony lety a objeveny byly v oblasti eocenních skal na Ellesmerově ostrově v Kanadě, kde v té době panovalo mírné podnebí. Již před 13 miliony lety žili v oblasti jižní Kalifornie tapíři podobní moderním druhům.
V období pleistocénu žili v Severní Americe minimálně čtyři druhy tapírů. Vedle Tapirus californicus a Tapirus merriami, kteří žili na území Kalifornie a Arizony, to byl Tapirus veroensis, který obýval území Floridy, Georgie, Kansasu, Missouri a Tennessee a Tapirus copei, který obýval Pensylvánii a Floridu.

## Taxonomie
Taxonomická otázka ohledně existence několika druhů pleistocenních severoamerických tapírů zůstává neuzavřená. Podle několika autorů mohly být všechny vědci akceptované druhy ve skutečnosti druhem jediným. Jako samostatné druhy jsou uznávány Tapirus californoicus, Tapirus copei, Tapirus lundeliusi, Tapirus merriami a Tapirus veroensis. Merriam považoval druh T. californicus za poddruh T. copei. Druhy T. californicus a T. veroensis je téměř nemožné morfologicky rozlišit a žili i ve stejném časovém období. Liší se pouze obývanou oblastí. T. copei, T. veroensis a T. lundeliusi si jsou natolik blízcí, že jsou řazeny do stejného podrodu Helicotapirus. Navíc existuje pouze několik detailů, jako je velikost těla či opotřebení zubů, které rozlišují druhy T. copei a T. veroensis. Fosilie odpovídající průměrné velikosti byly často přiřazeny nejprve k jednomu druhu a později byly zařazeny ke druhu jinému.

## Popis a rozšíření
Tapirus merriami byl pravděpodobně samotářsky žijící živočich, podobně jako moderní tapíři. Obýval podobné území jako T. californicus, ale vědci věří, že upřednostňoval vnitrozemská stanoviště v jižní Kalifornii a Arizoně. Byl také ze všech pleistocenních severoamerických tapírů největší. Byl to mohutný býložravec s krátkýma nohama, velkou hlavou a krátkým, svalnatým proboscisem, adaptovaným na spásání listů z křovin.